# Negotinthia
Negotinthia là một chi bướm đêm thuộc họ Sesiidae.

## Các loài
- Negotinthia hoplisiformis (Mann, 1864)
- Negotinthia myrmosaeformis (Herrich-Schäffer, 1846)
  - Negotinthia myrmosaeformis myrmosaeformis (Herrich-Schäffer, 1846)
  - Negotinthia myrmosaeformis cingulata (Staudinger, 1871)